# Rossend Vidal i Bosch
Rossend Vidal i Bosch fou un sindicalista i anarcosindicalista català de finals del segle xix i començaments del segle xx.
Treballà com a sastre i teixidor a Sabadell, on el 15 de juny de 1883 participa en un Congrés Comarcal de la Federació de Treballadors de la Regió Espanyola a Reus, on demanà suport a la vaga general que estaven portant a terme els treballadors de Sabadell.
Del 6 al 8 de setembre de 1908 participà en el primer congrés de la Confederació Regional de Societats de Resistència -Solidaritat Obrera a Barcelona com a representant de la Federació Obrera de Sabadell, i on va fer la proposició que les votacions es fessin per delegats i no per societats, com disposava la convocatòria del congrés.
El 1909 era president de la Federació Obrera Sabadellenca i director del diari El Trabajo, i va ser un dels organitzadors de la vaga general revolucionària de finals de juliol de 1909 a Sabadell (que a Barcelona desembocà en els fets de la Setmana Tràgica), durant la qual es va declarar la república a Sabadell i una junta revolucionària ocupà l'Ajuntament. Per aquests fets fou perseguit judicialment i es va exiliar a París i després a Reims, on va col·laborar amb els periòdics L'Humanité i Acción. Després va tornar a Catalunya i continuà desenvolupant la seva activitat sindicat a la Solidaritat Obrera i després a la CNT fins a la dècada del 1920.